# 塔克里文
塔克里文（Takri (昌巴；有时也称为 Tankri) 是婆罗米系文字的一种元音附标书写系统。其源自克什米尔语的夏拉達文，是兰达文（英語：Laṇḍā scripts）的姊妹书写系统。塔克里文的变体多格拉文（英語：或）曾在查谟地区被广泛使用。 昌巴地区首先为印刷规范了其文字的字体，因此被格里尔森 Grierson 认为是塔克里文的标准形式。整个旁遮普省都存在着许多变体。直到20世纪40年代后期，该文字的改编版多格拉文（Dogri、Dogra 或 Dogra Akkhar）一直是查谟和克什米尔土邦书写多格拉语的官方文字。纵观历史，如今的喜马偕尔邦的各个王国都使用自己的文字来记录。喜马偕尔邦的锡尔穆尔 Sirmour 和北阿坎德邦邻近的 Jaunsar-Bawar 地区使用的塔克里文有所不同。

## 历史
塔克里字母表在14至18世纪的由夏拉達字母 Devāśeṣa 阶段发展起来，主要分布在丘陵地区，如昌巴和周边地区。当地的塔克里字母的变体在旁遮普丘陵地区的一些地方获得了官方文字的地位，并一直用于行政和文学，直到19世纪。1948年当喜马偕尔邦作为一个行政单位成立时，当地的塔克里文变体被天城文取代。
塔克里文本身在历史上曾被用来书写西喜马拉雅地区的多种西帕哈里语（Western Pahari），如加迪语（Gaddi）或加德基语（Gaddki，加迪族的语言）、基什特瓦里语（Kishtwari，一种语言，或者可能是一种非常特殊的克什米尔方言，在查谟和克什米尔的基什特瓦尔地区使用）和昌贝利语（Chambeali，喜马偕尔邦昌巴地区的语言）。塔克里文曾是喜马偕尔邦各地（包括坎格拉和比拉斯普尔地区）商业记录和交流中最流行的文字。向天城文的转变可以追溯到印度独立初期（1950-80年代）。

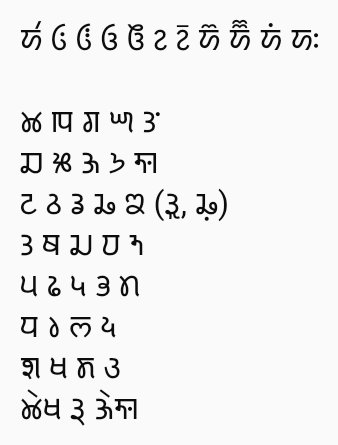
标准塔克里文字母表

自从塔克里文字不再使用后，喜马偕尔邦曾零星尝试恢复该文字。最近有人尝试向喜马偕尔邦人教授该文字。
根据阿曼基阿莎 Aman ki Asha倡议，还提出了从西姆拉到穆里的西帕哈里走廊的计划，以连接喜马偕尔邦、查谟、自由克什米尔和波托哈尔高原等使用西帕哈里语的地区，并复兴该文字。
喜马偕尔邦政府在国家手稿使命计划（National Manuscript Mission Yojana）下建立了一个手稿资源中心，迄今已对包括塔克里在内的12.6万份手稿进行了编目，并决定进行数字化。

## 变体
塔克里文有多种地区变体，“每个丘陵州或地区都有自己的风格”。地区形式名称的拼写和它们所代表的语言有很大差异。语言名称也发生了变化，因此格里尔森 Grierson 和其他来源中使用的名称与当前的做法不同。为了帮助识别语言及其相关的塔克里文形式，以下语言名称使用 ISO639-3 代码表示。还标出了代表地区形式的塔克里文样本。
- 巴蒂亚利语 Bhattiyali [bht]：巴蒂亚利文 Bhateali，Bhatiali
- 昌贝利语 Chambeali [cdh]：昌贝利文 Chambiali、Chameali、Chamiali
- 多格拉语 Dogra [dgo], [doi]：多格拉文 Dogri
- 加迪语 Gaddi [gbk]：加迪文 Gadi，Bharmauri
- 布南语/盖里语 Bunan / Gahri [bfu]：布南文 Bunan
- 贾恩萨里语 Jaunsari [jns]
- 坎格拉语 Kangri [xnr]：坎格拉文 Kangri
- 金纳瑞语 Kinnauri [kjo]：卡瑙里文 Kanauri
- 基什特瓦里语 Kishtwari [kas]：卡萨特瓦里文 Kashtwari
- 库鲁语 Kullu [kfx]： 库鲁文 Kullu, Kului, Kullvi
- 摩哈苏语 Mahasu [bfz]：科钦文 Kochi、基恩塔利文 Kiunthali
- 曼德阿里语 Mandeali [mjl]: 喜马偕尔语 Himachali、曼迪文 Mandi
- 锡尔穆尔语 Sirmauri[srx]

昌贝利语 Chambeali 的版本被选为 Unicode 的标准。
一种用于锡尔穆尔文 Sirmauri 和 贾恩萨里文 Jaunsari 的塔克里文变体已被提议纳入统一码 (Unicode)。

## Unicode
2012年，塔克里文被添加到Unicode 6.1中。
| 塔克里文 Takri[1][2] Unicode Consortium 官方碼表 (PDF)        |   |   |   |   |   |   |   |   |   |   |   |   |   |   |   |   |
|                                                               | 0 | 1 | 2 | 3 | 4 | 5 | 6 | 7 | 8 | 9 | A | B | C | D | E | F |
| U+1168x                                                       | 𑚀 | 𑚁 | 𑚂 | 𑚃 | 𑚄 | 𑚅 | 𑚆 | 𑚇 | 𑚈 | 𑚉 | 𑚊 | 𑚋 | 𑚌 | 𑚍 | 𑚎 | 𑚏 |
| U+1169x                                                       | 𑚐 | 𑚑 | 𑚒 | 𑚓 | 𑚔 | 𑚕 | 𑚖 | 𑚗 | 𑚘 | 𑚙 | 𑚚 | 𑚛 | 𑚜 | 𑚝 | 𑚞 | 𑚟 |
| U+116Ax                                                       | 𑚠 | 𑚡 | 𑚢 | 𑚣 | 𑚤 | 𑚥 | 𑚦 | 𑚧 | 𑚨 | 𑚩 | 𑚪 | 𑚫  | 𑚬  | 𑚭  | 𑚮  | 𑚯  |
| U+116Bx                                                       | 𑚰  | 𑚱  | 𑚲  | 𑚳  | 𑚴  | 𑚵  | 𑚶  | 𑚷  | 𑚸 | 𑚹 |   |   |   |   |   |   |
| U+116Cx                                                       | 𑛀 | 𑛁 | 𑛂 | 𑛃 | 𑛄 | 𑛅 | 𑛆 | 𑛇 | 𑛈 | 𑛉 |   |   |   |   |   |   |
| 注释 1.^ 依据 Unicode 14.0。 2.^ 灰色部分表示未被分配的码位。 |   |   |   |   |   |   |   |   |   |   |   |   |   |   |   |   |

## 外部资源
- Aksharamukha Takri https://aksharamukha.appspot.com/describe/Takri （页面存档备份，存于）
- Omniglot Takri， https://omniglot.com/writing/takri.htm （页面存档备份，存于）